# Stara Huta, Baranivka
Stara Huta (în ucraineană Стара Гута) este un sat în comuna Markivka din raionul Baranivka, regiunea Jîtomîr, Ucraina.

## Demografie
Componența lingvistică a localității Stara Huta
     Ucraineană (98,73%)
     Alte limbi (1,11%)
Conform recensământului din 2001, majoritatea populației localității Stara Huta era vorbitoare de ucraineană (98,73%), existând în minoritate și vorbitori de alte limbi.